# Schwepnitz
Schwepnitz é um município da Alemanha localizado no distrito de Bautzen, região administrativa de Dresden, estado da Saxônia.